# Snowball (Band)
Snowball war eine deutsch-anglo-amerikanische Funk-Rock Band von 1977 bis 1981. Die Band produzierte in wechselnder Besetzung drei Alben.

## Geschichte
Snowball wurde 1977 gegründet. Die Band setzte sich aus den erfahrenen Studio- und Live-Musikern Curt Cress (Schlagzeug, ehemals von der Band Passport), Dave King (Bassgitarre), Kristian Schultze (Keyboards, † 2011) und dem Sänger und Gitarrist Roye Albrighton von der englischen Erfolgsband Nektar zusammen.
Im Jahr 1978 erschien das erste Album Defroster, denen 1979 Cold Heat und 1980 Follow the white Line folgten.
Snowball war eine deutsche Funk-Rock-Band mit internationaler Besetzung und internationalem Ruf. Die Band war kein steriles Studioprodukt, sondern entfaltete sich im direkten Publikumskontakt. 
Die Musik des ersten Albums Defroster ähnelt der der Band Passport, gilt aber als „funkiger“ und weniger jazzbetont. 
Das zweite Album Cold Heat wurde ab Dezember 1978 achtzehn Tage lang produziert. Erstmals haben die Bandmitglieder des auf ein Quintett angewachsenen Ensembles gemeinsam getextet und komponiert, so dass sich jeder einzelne Musiker mit der Musik identifizierte. Im Vergleich zum vorangegangenen Album erzielten sie so eine einheitlichere Wirkung. 
Durch die neuen Bandmitglieder Frank Diez (Gitarre) und Eddie Taylor (Saxophon und Gesang) veränderte sich der Gesamtausdruck, der als „runder, erdiger und bluesiger“ beschrieben wird. Neuer Bassist auf dem Album wurde Günther Gebauer, nachdem Dave King die Band während der Produktion verlassen hatte. Neuer Live-Bassist wurde Reginald Worthy, der später von Wally Warning ersetzt wurde.    
Das dritte und letzte Album, Follow the White Line Part 1 & 2 erschien 1980 wurde von Kritikern als „kommerzieller und souliger“ bezeichnet, durch herausragende Balladen wie „Forgive Your Mother, Brother“ und das eingängige Saxophonspiel von Eddie Taylor.

## Diskografie
- Defroster, Atlantic ATL 50463, WEA-Musik, Hamburg 1978[1]
- Cold Heat,  Atlantic ATL 58036, WEA-Musik, München 1979[1]
- Follow the White Line, Atlantik ATL 58104, WEA-Musik, München 1980